# Sony Xperia Pro-I
El Sony Xperia PRO-I es un teléfono inteligente con sistema operativo Android 11 diseñado y fabricado por Sony. Diseñado para ser el nuevo buque insignia profesional de la serie Xperia, el teléfono se anunció el 26 de octubre de 2021.

## Hardware
El Xperia PRO-I tiene un SoC Qualcomm Snapdragon 888 y una GPU Adreno 660, con 12 GB de RAM y 512 GB de almacenamiento interno UFS (que se puede expandir hasta 1 TB a través de la ranura para tarjetas microSD) así como una doble ranura para tarjeta nano- SIM híbrida. El teléfono cuenta con un OLED 4K de 6.5 pulgadas con una relación de aspecto ultra ancha de 21: 9 y tiene color de 10 bits, soporte para HDR BT.2020 y una  frecuencia de actualización de 120 Hz. Tiene una  batería de 4500 mAh y admite  carga rápida de 30 W a través de USB-C, pero carece de soporte para carga inalámbrica. El teléfono tiene altavoces estéreo duales frontales y un micrófono con conector de audio de 3,5 mm.

## Software
El Xperia PRO-I se ejecuta en Android 11. También está equipado con un modo 'Photo Pro' desarrollado por la división de cámaras Sony α y un modo 'Cinema Pro' desarrollado por la división cinematográfica CineAlta; así como un nuevo modo 'Video Pro'.

## Cámara
El Xperia PRO-I tiene tres  sensores de 12 MP orientados hacia atrás y un sensor iToF 3D, y un  sensor de 8 MP orientado hacia adelante. Las cámaras traseras incluyen la lente gran angular (24  mm), la lente ultra ancha (16  mm f / 2.2) y la lente telefoto (50  mm f / 2.4); todos ellos utilizan el revestimiento antirreflejante T✻ (T-Star) de Zeiss. La lente ancha usa una versión modificada del  sensor apilado de 20 MP tipo 1.0 que se encuentra en la RX100 VII, sin embargo, solo el 60% del sensor se usa para generar fotos de 12 MP. La lente tiene una apertura dual mecánica ( f / 2.0 yf /4.0) que permite a los usuarios controlar la profundidad de campo. Las cámaras son capaces de grabar video 4K a hasta 120 FPS y video 1080p a hasta 240 FPS. El teléfono también tiene salida RAW de 12 bits.